# Galeopsis porcellanicus
Galeopsis porcellanicus är en mossdjursart som först beskrevs av Hutton 1873.  Galeopsis porcellanicus ingår i släktet Galeopsis och familjen Celleporidae. Inga underarter finns listade i Catalogue of Life.